# Професія
Професія — рід трудової діяльності людини, яка володіє комплексом спеціальних знань, практичних навичок, одержаних шляхом спеціальної освіти, навчання чи досвіду, які дають можливість здійснювати роботу в певній сфері виробництва.
Профе́сія (фах) — відокремлений («окреслений») у рамках суспільного поділу праці комплекс дій та відповідних знань, що вимагає відповідної освіти.
При професійному виборі майбутній фахівець керується вже наявними в нього переконаннями, установками і особистісними цінностями. Головним фактором вибору професії і становлення особистості професіонала, на думку Л. В. Баєвої, є його особистісні цінності, які можна віднести до абсолютних.
Професія в житті кожної людини є однією з основних категорій, оскільки багато в чому визначає його подальшу долю і самореалізацію. Психологія Мартіна Ахтніха і його тест профорієнтування базується на понятті схильності індивіда до якоїсь професії в даний момент часу. Однак Ахтніх акцентує увагу на тому, що доля людини, в професійному плані, повинна складатися не з однієї професії, необхідно освоїти чотири.

## Укрупнені групи професій
За Національним класифікатором України ДК 003:2010 «Класифікатор професій» професії класифікуються за розділами:

### 1. Законодавці, вищі державні службовці, керівники, менеджери (управителі)
Професії, що пов'язані з: визначенням та формуванням державної політики, законодавчим регулюванням; вищим державним управлінням; правосуддям та прокурорським наглядом; керівництвом об'єднаннями підприємств, підприємствами, установами, організаціями та їхніми підрозділами незалежно від форм власності та видів економічної діяльності.

### 2. Професіонали
Професії, що передбачають високий рівень знань у галузі фізичних, математичних, технічних, біологічних, агрономічних, медичних чи гуманітарних наук. Їх професійні завдання — збільшення існуючого фонду (обсягу) знань, застосування певних концепцій, теорій та методів для розв'язання певних проблем чи систематизоване викладення відповідних дисциплін у повному обсязі. Ці професії, що вимагають від працівника (з урахуванням кола та складності певних професійних завдань та обов'язків) кваліфікації за: 1) дипломом про повну вищу освіту, (рівень спеціаліста, магістра); 2) дипломом про присудження наукового ступеня: 3) атестатом про затвердження вченого звання.

### 3. Фахівці
Професії, що вимагають знань в одній чи більше галузях природознавчих, технічних і гуманітарних наук. Їх професійні завдання — виконання спеціальних робіт, пов'язаних із застосуванням положень та використанням методів відповідних наук. Цим професіям відповідає кваліфікація за дипломом чи іншим відповідним документом: молодшого спеціаліста; бакалавра; спеціаліста, що проходить післядипломну підготовку (стажування, інтернатуру, клінічну ординатуру тощо); спеціаліста (на роботах з керування складними технічними комплексами чи їх обслуговування).

### 4. Технічні службовці
Професії, що передбачають знання, необхідні для підготовки, збереження, відновлення інформації та проведення обчислень. Їх професійні завдання пов'язані з виконанням секретарських обов'язків, роботою на друкарських машинках чи інших конторських машинах, записами та опрацюванням цифрових даних, обслуговуванням клієнтів (поштове обслуговування, операції грошового обігу, надання довідок, реєстрація чи передавання інформації тощо). Ці професії з рівнем кваліфікації молодший спеціаліст, а також професії, що вимагають повної загальної середньої та професійно-технічної освіти чи повної загальної середньої освіти та професійної підготовки на виробництві.

### 5. Працівники сфери торгівлі та послуг
Ці професії, які передбачають знання, необхідні для надання послуг, пов'язаних з поїздками, побутом, харчуванням,обслуговуванням, охороною, підтриманням правопорядку, торгівлею тощо. Професії вимагають повної загальної середньої та професійно-технічної освіти чи повної загальної середньої освіти та професійної підготовки на виробництві (деякі професії можуть вимагати наявності освітньо-кваліфікаційного рівня молодшого спеціаліста).

### 6. Кваліфіковані робітники сільського та лісового господарств, риборозведення та рибальства
Професії передбачають знання, необхідні для сільськогосподарського виробництва, лісового господарства, риборозведення та рибного промислу, професійні завдання яких полягають у вирощуванні урожаю, розведенні тварин, полюванні, добуванні риби, її розведенні, збереженні та експлуатації лісів з орієнтацією, головним чином, на ринок і реалізацію продукції організаціям збуту, торговельним підприємствам чи окремим покупцям. Професії вимагають повної загальної середньої та професійно-технічної освіти чи повної загальної середньої освіти та професійної підготовки на виробництві.

### 7. Кваліфіковані робітники з інструментом
Професії передбачають знання, необхідні для вибирання способів використання матеріалів та інструментів, визначення стадій робочого процесу, характеристик та призначення кінцевої продукції. Це — професії, пов'язані з видобутком корисних копалин, будівництвом і виробленням різної продукції. Професії вимагають повної загальної середньої та професійно-технічної освіти чи повної загальної середньої освіти та професійної підготовки на виробництві (деякі професії можуть вимагати наявності освітньо-кваліфікаційного рівня молодшого спеціаліста).

### 8. Робітники з обслуговування, експлуатації та контролювання за роботою технологічного устаткування, складання устаткування та машин
Професії передбачають знання, необхідні для експлуатації та нагляду за роботою устаткування, машин, у тому числі високоавтоматизованих, а також для їх складання. Їх професійні завдання охоплюють розроблення корисних копалин, нагляд за їх видобутком, ведення робочого процесу та виробництво продукції на устаткуванні чи машинах, керування транспортними засобами, пересувними установками, складання виробів із деталей та вузлів. Професії вимагають повної загальної середньої та професійно-технічної освіти чи повної загальної середньої освіти та професійної підготовки на виробництві (деякі професії можуть вимагати наявності освітньо-кваліфікаційного рівня молодшого спеціаліста).

### 9. Найпростіші професії
Найпростіші професії (роботи) потребують знань для виконання простих завдань із використанням ручних інструментів, у деяких випадках із значними фізичними зусиллями. Їх професійні завдання пов'язані з продажем товарів на вулиці, збереженням та охороною майна, прибиранням, чищенням, пранням, прасуванням та виконанням низькокваліфікованих робіт у видобувній, сільськогосподарській, риболовній, будівельній та промисловій галузях тощо. Для виконання професійних завдань досить базової загальної середньої освіти або початкової загальної освіти та мінімальної професійної підготовки на виробництві чи інструктажу.